# ميرتل واتكينز
ميرتل واتكينز (بالإنجليزية: Myrtle watkins)‏ هي راقصة وممثلة أمريكية، ولدت في 23 يونيو 1908 في بوسطن في الولايات المتحدة، وتوفيت في 10 نوفمبر 1968 في كورفاليس في الولايات المتحدة.